# La calle del agua
La calle del agua es una película documental de Celia Viada Caso estrenada en 2020 que recupera del olvido la figura de Benjamina Miyar, pionera de la fotografía asturiana, que sufrió la represión franquista.

## Sinopsis
Benjamina Miyar (1888-1961) fue una de las primeras fotógrafas profesionales de Asturias. Fue pionera también como relojera. Vivía y tenía su estudio en la Calle del Agua de Corao, a los pies de los Picos de Europa. Defensora de la República, formó parte de la resistencia antifranquista. El documental propone un diálogo con la propia Benjamina Miyar a través de sus fotografías y la narración en off de la directora del documental. Llegó a ser encarcelada y sometida a tortura pero no lograron doblegarla. En el documental aparecen los propios vecinos de Corao.

## Otros datos
El nombre de Benjamina Miyar es mencionado en libros sobre la Guerra Civil de Asturias. También el historiador Paco Pantín realizó una labor de documentación  y había digitalizado muchas de sus fotos. Durante años fue condenada al olvido. 
El proyecto recibió el premio OpenEcam Work-in-progress en el Festival Internacional de Cine de Gijón de 2019 permitiéndole disponer durante año y medio de las instalaciones de la Escuela de Cine de Madrid.

## Crítica
La calle del agua toma la forma de un diálogo artístico en el que Miyar pasa su testigo a la joven cineasta, no sin antes desvelar una aparatosa caída histórica, en la que resuenan los fatídicos ecos de la condición femenina en el siglo XIX, la Guerra Civil, el franquismo…. (Víctor Esquirol)

## Premios y reconocimientos
En el FICX58
- Premio FIPRESCI a la mejor dirección
- Premio RTPA al mejor largometraje asturiano
- Premio Alma al mejor guion de película española
- Premio DCP Deluxe
- Premio del Público
- Premio del público de la competición Tierres en trance a la distribución
- Premio Europa Joven